# Diasula semiargentipes
Diasula semiargentipes är en stekelart som först beskrevs av Girault 1915.  Diasula semiargentipes ingår i släktet Diasula och familjen sköldlussteklar. Inga underarter finns listade i Catalogue of Life.